# Confederate States Army
L'Esercito degli Stati Confederati (in inglese Confederate States Army) fu una forza armata  delle Confederate States Armed Forces degli Stati Confederati d'America. Da esso dipendevano l'esercito e la State Militia della confederazione. Operava infine in modo autonomo, ma comunque sempre sotto il coordinamento dell'esercito, la Guardia Nazionale Confederata.

## Storia
Il 28 febbraio 1861, il Congresso confederato provvisorio istituì un esercito volontario provvisorio e diede il controllo sulle operazioni militari e l'autorità per radunare forze statali e volontari al presidente confederato appena scelto, Jefferson Davis.
Davis si era laureato all'Accademia militare dell'Esercito degli Stati Uniti ed era stato colonnello di un reggimento di volontari durante la guerra messicano-americana. Era stato quindi senatore degli Stati Uniti dal Mississippi e Segretario alla Guerra degli Stati Uniti sotto il presidente Franklin Pierce.
Il 1 marzo 1861, per conto del governo confederato, Davis assunse il controllo della situazione militare a Charleston, nella Carolina del Sud, dove la milizia dello stato della Carolina del Sud assediò Fort Sumter nel porto di Charleston, detenuto da una piccola guarnigione dell'esercito americano. Nel marzo 1861, il Congresso confederato provvisorio ampliò le forze provvisorie e istituì un esercito degli Stati confederati più permanente.
Sebbene la maggior parte dei soldati che combatterono fossero volontari, entrambe le parti dal 1862 fecero ricorso anche alla coscrizione, principalmente come mezzo per costringere gli uomini a registrarsi e fare volontariato.
Anche i dati sulle vittime confederate sono incompleti e inaffidabili. Le migliori stime delle morti del personale militare confederato sono di circa 94.000 morti o feriti mortali, 164.000 morti per malattie e tra 26.000 e 31.000 morti nei campi di prigionia dell'Unione.
I principali eserciti confederati, l'Armata Confederata della Virginia Settentrionale sotto il generale Robert E. Lee e i resti dell'Armata confederata del Tennessee e varie altre unità sotto il generale Joseph E. Johnston, si arresero agli Stati Uniti il 9 aprile 1865 (ufficialmente 12 aprile), e il 18 aprile 1865 (ufficialmente il 26 aprile). Il governo della Confederazione si sciolse di fatto quando fuggì da Richmond il 3 aprile 1865 e non esercitò alcun controllo sulle unità rimanenti. Altre forze confederate si arresero tra il 16 aprile 1865 e il 28 giugno 1865.
Le stime del numero di singoli soldati confederati sono comprese tra 750.000 e 1.000.000 di soldati. Alla fine della guerra, più di 100.000 soldati confederati avevano disertato.

## Il Comando in Capo
La costituzione degli Stati Confederati d'America sanciva che il Presidente fosse Comandante in Capo dell'Esercito e della Marina nonché delle Milizie dei diversi Stati quando chiamate in servizio attivo.
In virtù di questo suo potere, il presidente interferì nelle operazioni dei generali al comando delle varie armate. Nonostante l'esito non sempre perfetto di questo suo controllo sull'esercito, il presidente non nominò un comandante in capo con pieni poteri fino al 1865, anno in cui l'incarico venne assegnato a Robert Edward Lee.

### Il Dipartimento della Guerra
Nel Governo degli Stati Confederati operarono i seguenti Segretari alla Guerra:
- A capo del Dipartimento della Guerra:
  - LeRoy Pope Walker, Alabama, 21 febbraio 1861 – 17 settembre 1861;
  - Judah Philip Benjamin, Louisiana, 17 settembre 1861 – 17 marzo 1862;
  - George Wythe Randolph, Virginia, 17 marzo 1862 – 17 novembre 1862;
  - Maggior Generale Gustavus Woodson Smith, Kentucky, 17 novembre 1862 – 21 novembre 1862;
  - James Alexander Seddon, Virginia, 21 novembre 1862 – 6 febbraio 1865;
  - Maggior Generale John Cabell Breckinridge, Kentucky, 6 febbraio 1865 – fino alla fine della guerra.

## Esercito
L'Esercito degli Stati Confederati d'America nella guerra di secessione era articolato in due grandi categorie di Enti: *l'Organizzazione Territoriale 
- l'Esercito di Campagna, comprendente anche le Grandi unità

Diversamente dall'Esercito dell'Unione vi erano generali, sia nell'Esercito Provvisorio sia poi in quello regolare, e brigadier generali: ogni Comandante di Armata doveva avere il grado di generale e ogni Comandante di Corpo d'Armata quello di brigadier generale. Un'eccezione a questa regola fu il generale Samuel Cooper, che non comandò mai un'Armata ma prestò servizio a Richmond come Aiutante ed Ispettore Generale.

### Generali comandanti
Il 14 marzo 1862 il presidente Jefferson Davis espresse il suo veto al Congresso degli Stati Confederati a creare un comandante in capo dell'esercito.
Il Generale in Capo delle Armate degli Stati Confederati Robert E. Lee, o semplicemente Generale in Capo, fu effettivo solo dal 6 febbraio al 9 aprile 1865, quando il Generale si arrese alle forze federali ad Appomattox, in Virginia. Nonostante fosse il generale in capo, il titolo definiva un ruolo piuttosto che essere definito l'ufficiale generale confederato di grado più alto.
I sette generali a pieno titolo del C.S.A. erano delineati esclusivamente per anzianità, a cominciare dal generale Samuel Cooper.
- Samuel Cooper
- Albert Sidney Johnston (caduto in combattimento nel 1862)
- Robert E. Lee
- Joseph E. Johnston
- Pierre Gustave Toutant de Beauregard
- Braxton Bragg (dal 1862)
- Edmund Kirby Smith (dal 1864)

### L'Organizzazione Territoriale
Il sistema di base dell'Organizzazione Territoriale prevedeva Dipartimenti, Sottosezioni dei Dipartimenti, Distretti Militari e Sub-Distretti Militari, laddove i Distretti dovevano coincidere con gli Stati ed i Dipartimenti raggruppare più Distretti.
Peraltro l'Organizzazione Territoriale nel corso della guerra subì continue modifiche, anche largamente fuori dagli schemi, sia in relazione ai mutamenti territoriali sia in relazione agli eventi della guerra stessa.
I compiti dell'Organizzazione Territoriale militare consistevano nella difesa del territorio, nell'approntamento ed addestramento delle nuove unità e nel riordino e completamento di unità ritirate dal combattimento. Purtuttavia le vicissitudini della guerra fecero sì che l'Organizzazione Territoriale spesso dovesse assumere i compiti delle maggiori Grandi Unità da campagna - Armate e Corpi d'Armata - e non sono infrequenti i casi di trasformazione di un Dipartimento o Distretto in Grande Unità da campagna e viceversa.

### L'Esercito di campagna
Nell'Esercito di campagna erano previsti otto tipi di unità, collocati su sei diversi livelli ordinativi (legione, reggimento e battaglione appartengono allo stesso livello).

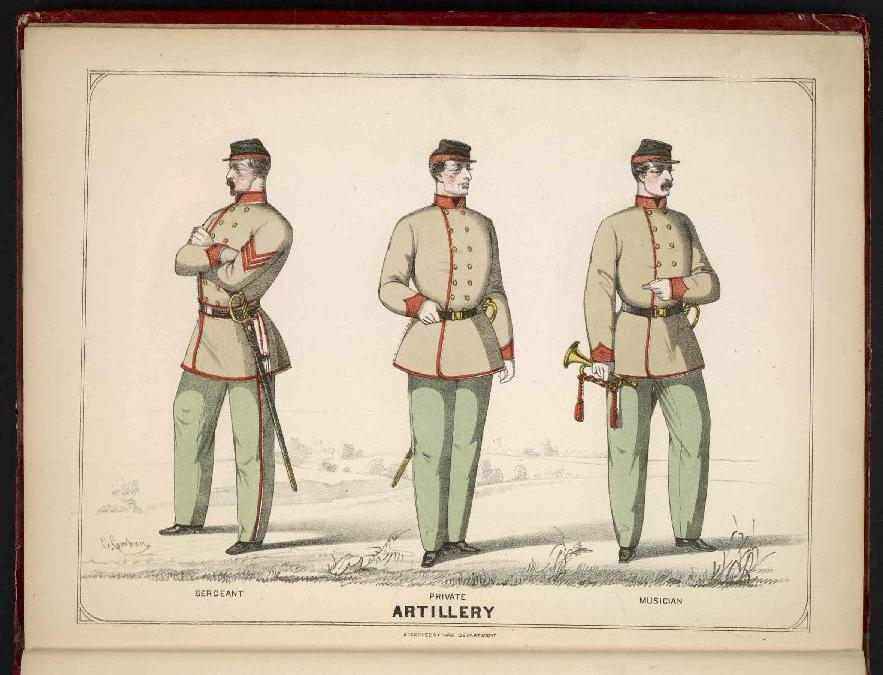
Uniformi da artigliere dell’Esercito Confederato.

#### Grandi Unità
Armata (Army)Un'armata comprendeva da uno ad otto corpi d'armata. Era comandata da un generale. I Confederati davano alle loro armate i nomi di Stati o regioni, ad esempio: Armata della Virginia settentrionale.
Corpo d'Armata (Corps)
Il corpo d'armata comprendeva una media di tre Divisioni. Aveva circa 36.000 uomini ed era comandata da un tenente generale.
Divisione (Division, Div)La divisione comprendeva da tre a cinque brigate. Aveva circa 12.000 uomini ed era comandata da un maggior generale. Le divisioni confederate tendevano a contenere più brigate di quelle dell'Unione e spesso avevano il doppio di uomini rispetto a quelle dell'Unione.
Brigata (Brigade, Bde)La brigata comprendeva una media di quattro reggimenti. Aveva circa 4.000 uomini ed era comandata da un brigadier generale. Le brigate Confederate portavano spesso il nome dell'attuale comandante o di un comandante precedente.

#### Unità
Legione (Legion, Leg)La legione era un'unità operativa mista che comprendeva fino ad una decina tra compagnie di fanteria, squadroni di cavalleria e batterie di artiglieria.
Reggimento (Regiment, Rgt)Il reggimento comprendeva solitamente dieci compagnie. Aveva circa 1000 uomini ed era comandata da un colonnello.
Battaglione (Battalion, Btl)Il battaglione aveva caratteristiche analoghe al reggimento, ma aveva solo da quattro ad otto compagnie ed era comandata da un tenente colonnello (Nota: Per facilità di nomenclatura nel testo è stata usata la denominazione italiana "Gruppo" per le unità di livello battaglione della Cavalleria e dell'Artiglieria).
Compagnia (Company, Coy)La compagnia, di circa 100 uomini, era comandata da un capitano. Le compagnie erano distinte con le lettere A–K, esclusa la J per evitare confusioni con la I. (Per facilità di nomenclatura nel testo è stata usata la denominazione italiana di "squadrone" e di "batteria" per le unità di livello compagnia rispettivamente della Cavalleria e dell'Artiglieria).

### Nativi americani nell'esercito confederato
Durante la guerra civile, 28.693 nativi americani prestarono servizio negli eserciti degli Stati Uniti e della Confederazione, partecipando a battaglie come Pea Ridge, Second Manassas, Antietam, Spotsylvania, Cold Harbor e agli assalti federali a Pietroburgo.
Molte tribù di nativi americani, come i Creek, i Cherokee e i Choctaw, erano esse stesse proprietarie di schiavi e, quindi, trovarono una comunanza politica ed economica con la Confederazione.

### Cronologia degli Enti dell'Esercito
- 1861
- 1862
- 1863
- 1864
- 1865

## La Milizia
Le milizie statali (State Militia) degli Stati confederati erano organizzate e comandate dai governi statali, simili a quelle autorizzate dal Militia Act degli Stati Uniti del 1792. Alcune di queste forze, nei primi giorni della Confederazione, avevano operato come forze militari autonome prima di essere incorporate nell'esercito confederato. Uno dei più noti era l'esercito provvisorio della Virginia, le più numerose erano la Arkansas Militia con 68 reggimenti e la Missouri State Guard con nove divisioni.
Combattevano a fianco e sotto il coordinamento dell'esercito confederato.

## Confederate Home Guard
Operò anche una milizia armata irregolare: la Guardia Nazionale Confederata (in inglese Confederate Home Guard). Era incaricata sia della difesa del fronte interno confederato durante la guerra civile, sia dell'aiuto nel rintracciamento e nella cattura dei disertori dell'esercito confederato.

## Corpo aerostatico
Fu costituito anche un piccolo "Corpo aerostatico" nell'ambito dell'Esercito, denominato Servizio aereo confederato che utilizzava palloni aerostatici per l'osservazione aerea, dei quali fece buon uso per l'esplorazione ed il bombardamento.

## Armamento
Al momento della Secessione e la conseguente mobilitazione dell'esercito federale contro di loro, gli Stati Confederati si trovarono in una posizione estremamente delicata, in quanto avevano la necessità di armare e rifornire decine di migliaia di uomini in poco tempo, ma nel Sud non esistevano grandi arsenali, a parte alcuni, che permettessero un rifornimento costante alle truppe. Così gli Stati Confederati decisero di affiancare alla scarsa produzione nazionale, un massiccio acquisto di armi dall'estero, principalmente da Francia e Gran Bretagna, oppure ricorrendo all'opera di contrabbandieri. Ciò portò l'Esercito Confederato ad una certa eterogeneità nell'armamento.

### Fucili e carabine
Come detto in precedenza, i Confederati si trovarono nella situazione di dover ricorrere ad utilizzare qualsiasi arma su cui riuscissero a mettere le mani, sia acquistandole che utilizzando le armi di preda bellica. Molti soldati del Sud, essendo veterani delle precedenti guerre statunitensi o comunque vivendo in territori selvaggi che rendevano necessario possedere armi, si presentarono ai centri di reclutamento confederati con i propri fucili: alcuni di questi erano armati con vecchi Long rifle e Fucili Hawken a pietra focaia, oppure vecchi modelli di Springfield Mod. 1842 convertiti per l'uso a capsula a percussione. Comunque, i fucili da fanteria decisamente più diffusi nel conflitto furono i Pattern 1853 Enfield (acquistati in gran numero dalla Gran Bretagna) e gli Springfield Mod. 1861. Gli arsenali di Richmond produssero comunque anche alcune migliaia di Fucili Sharps, sia in versione fucile da fanteria che in carabina da cavalleria. È attestato anche l'uso di Fucili Spencer di preda bellica da parte delle forze Confederate, tuttavia si trattò di una diffusione piuttosto limitata in quanto a causa della scarsità di rame i sudisti non erano in grado di produrre le munizioni adatte e dovevano fare principalmente affidamento sulla cattura dei magazzini unionisti.

### Pistole e revolver
Esattamente come per i fucili, anche per quanto riguarda pistole e revolver i confederati si trovarono nella scomoda situazione di non possedere grandi arsenali che producessero i quantitativi necessari di armi per armare migliaia di soldati e ufficiali; per questo motivo, oltre che sulla scarsa produzione nazionale, l'Esercito Confederato dovette fare affidamento sia sugli acquisti dall'estero ma anche e soprattutto sul contrabbando di armi dal Nord e le armi di preda bellica. Oltre alle varie rivoltelle della Colt (Colt Navy 1851, Colt Navy 1861, Colt 1836 Paterson, Colt Dragoon etc.), sia di preda bellica che cloni di produzione nazionale, i confederati utilizzarono anche armi straniere come i Revolver Lafaucheux (Lefaucheux M1855 e Lefaucheux M1858), di produzione francese, ma forse il revolver più famoso di produzione confederata fu indubbiamente il Revolver LeMat, progettata come arma per la cavalleria e tuttora molto ricercata dai collezionisti della Guerra Civile, in quanto utilizzata da molti alti ufficiali confederati come arma personale.

## Gradi

### Gradi dell'Esercito

#### Ufficiali
| Insegna da colletto | Insegna da colletto | Insegna da colletto | Insegna da colletto | Insegna da colletto | Insegna da colletto | Insegna da colletto | Insegna da colletto | Insegna da colletto | Insegna da colletto | Insegna da colletto |
| Generale            | Colonnello          | Tenente colonnello  | Maggiore            | Capitano            | Tenente             | Sottotenente        |                     |                     |                     |                     |
| ------------------- | ------------------- | ------------------- | ------------------- | ------------------- | ------------------- | ------------------- | ------------------- | ------------------- | ------------------- | ------------------- |

| Insegna da colletto e manica | Insegna da colletto e manica | Insegna da colletto e manica | Insegna da colletto e manica | Insegna da colletto e manica  | Insegna da colletto e manica | Insegna da colletto e manica | Insegna da colletto e manica | Insegna da colletto e manica | Insegna da colletto e manica | Insegna da colletto e manica |
| Generale                     | Colonnello (fanteria)        | Tenente colonnello (genio)   | Maggiore (medico)            | Capitano (fanteria di marina) | Tenente (artiglieria)        | Sottotenente (cavalleria)    |                              |                              |                              |                              |
| ---------------------------- | ---------------------------- | ---------------------------- | ---------------------------- | ----------------------------- | ---------------------------- | ---------------------------- | ---------------------------- | ---------------------------- | ---------------------------- | ---------------------------- |

#### Sottufficiali e truppa
| Sergenti e truppa | Sergenti e truppa | Sergenti e truppa    | Sergenti e truppa | Sergenti e truppa | Sergenti e truppa | Sergenti e truppa | Sergenti e truppa | Sergenti e truppa | Sergenti e truppa | Sergenti e truppa |
| Sergente maggiore | Sergente capo     | Sergente d'ordinanza | Primo sergente    | Sergente          | Caporale          | Musicista         | Soldato semplice  |                   |                   |                   |
|                   |                   |                      |                   |                   |                   | Nessun simbolo    | Nessun simbolo    |                   |                   |                   |
| ----------------- | ----------------- | -------------------- | ----------------- | ----------------- | ----------------- | ----------------- | ----------------- | ----------------- | ----------------- | ----------------- |

### Gradi della Marina

#### Ufficiali
|                   | Ammiraglio (1864) | Commodoro | Capitano | Comandante | Tenente di vascello | Sottotenente | Maestro | Guardiamarina |
| Cappello          | 5 stelle varianti |           |          |            |                     |              |         |               |
| % stelle varianti |                   |           |          |            |                     |              | (None)  |               |
| Manica            | 5 binari varianti |           |          |            |                     |              |         |               |

#### Sottufficiali
|        | Capo | Sergente | Comune | Marinaio |
| Manica |      |          |        |          |

### Corpo di Fanteria di marina

#### Ufficiali
| Colonnello comandante | Tenente colonnello | Maggiore | Capitano | Tenente | Sottotenente |
| --------------------- | ------------------ | -------- | -------- | ------- | ------------ |

#### Sottufficiali
| Sergente maggiore | Sergente capo | Sergente d'ordinanza | Primo sergente | Sergente | Caporale | Soldato semplice |
|                   |               |                      |                |          |          | Nessun simbolo   |
| ----------------- | ------------- | -------------------- | -------------- | -------- | -------- | ---------------- |